# 金光燮
金 光燮（キム・クァンソプ、朝鮮語: 김광섭、1952年1月15日 - ）は、朝鮮民主主義人民共和国の前駐オーストリア大使。妻が金日成と金聖愛の娘で、金正日の異母妹の金慶真。義理の弟に金平一、金英一がいる。子が２人、金東民と金忠民がいる。

## 経歴
金日成総合大学　経済学部卒業後の1977年12月、当時の社会主義労働青年同盟（現　社会主義愛国青年同盟）副委員長、1979年4月にチェコスロバキア国際学生連合　副教授、1982年4月に朝鮮労働党対外連絡部部長。1984年12月駐チェコスロバキア大使、1990年には中、東欧の広域大使となる。1993年より駐オーストリア大使となる。
とはいえ、もともと、外交官らしい外交官であったわけではない。就任直後、オーストリア外務省を訪れ、「金日成主席が発表した『祖国統一のための全民族的大団結綱領』を公表してもらえないか」と要請したが、一蹴され、その非現実的外交を冷笑された苦い体験もしている。ウィーンで西側の外交を学んでいった中で、彼を知る西側外交官は今では、「金日成主席が娘の婿に選んだだけのことはある」として、外交能力を一様に評価している。しかしここ数年間、心臓病を患っている。ウィーンで治療を受ける一方、毎年夏、休暇を兼ねて、２カ月間ほど平壌に帰国して治療を受けている。
しかし、妻が金正日、金正恩の警戒する金平一の姉ということもあって、夫婦共々、本国からは遠い大使に置かれていたが、2020年3月、27年ぶりに本国に帰国することになった。